# Lev Ponikvar
Lev Ponikvar, slovenski glasbenik, * 8. april 1917, Sora pri Medvodah, † 1993, Frankfurt.
Ponikvar še dandanes ostaja legenda Avsenikovih inštrumentalistov, najbolj pa je bil znan po svojem žvižganju, igranju na orglice in hitrostnem igranju na kitaro. V ansamblu se ga je prijel nadimek Levček.

## Življenje
V otroštvu se je naučil žvižgati na prste ter igrati na orglice, pozneje, ko je odrastel, pa se je preživljal z igranjem na kitaro.
Ravno ob začetku vojne leta 1941 se je spoznal z Bojanom Adamičem, ki mu je pomagal z nasveti in napotki do boljšega igranja kitare. Po vojni je nato 15 let igral v njegovem radijskem plesnem orkestru.
Leta 1953 je prvič začel sodelovati z Slavkom Avsenikom, takrat so v triu igrali Slavko Avsenik na harmoniki, Lev na kitari in Jože Kelbl na basu.
Zopet so ga povabili leta 1955, ko je začel igrati takratni Gorenjski kvintet, leta 1960 pa je postal uradni član Avsenikov.
Kitaro je igral do leta 1989. Ponikvar je umrl v Frankfurtu na obisku pri prijatelju decembra 1993 zaradi srčne kapi.
Že za časa življenja je postal vzornik slovenskim kitaristom, ki igrajo oberkrainer kitaro - še bolj pa avstrijskim, nemškim in švicarskim. Zaradi njega je kitara znamke Framus ravno tako legendarna, kot on sam. On jo je proslavil, zvok te kitare pa definiral kot alpski zvok. Levček je med igranjem vedno sedel na trinožnem stolčku.
Danes tovarna Framus izdeluje "njegovo" kitaro kot signature model: Framus LP-10 Leo Ponikvar.